# フレイン・ベーカー
フレイン・ベーカー（Frayne Baker、1891年8月26日 - 1968年8月3日）は、アメリカ陸軍の軍人である。連合国軍最高司令官総司令部（GHQ）渉外局長を務めた。

## 経歴・人物
ノースダコタ州ビスマークの生まれ。スミス大学卒業後、陸軍大学校に入学する。その後、一旦軍の道を退き、不動産会社に勤務した。第一次世界大戦ではフランス戦線に従軍し、戦後再度陸軍大学校に入学する。第二次世界大戦においては軍役に復帰し、オーストラリア・太平洋戦線に従軍した。1942年に第32師団付の准将に採用された。
戦後の1946年（昭和21年）には連合国軍最高総司令部渉外局長に就任した。在任中、白洲次郎の斡旋により、当時民間情報教育局課長であったダニエル・インボデンやセオドア・コーエンらと共に第二次読売新聞争議に携わった。同社員であった鈴木東民ら6人が起こした労働関係を抑圧し解雇させる等、反共主義を唱えたためダグラス・マッカーサーから信頼を得た。1948年（昭和23年）の辞任から1951年（昭和26年）の退役までは同司令部の経済科学局長のウィリアム・マーカットの顧問も務めた。

## 登場する作品
- 白洲次郎 - 2009年（NHKテレビ）